# Oorlog in de Zwarte Zee
Tijdens de Eerste Wereldoorlog werd de Zwarte Zee gedomineerd door zowel de Russen als de Ottomanen, maar de Russische Zwarte Zeevloot beheerste de zee. Het was een grote vloot die haar basis had in Sevastopol en die werd geleid door twee bekwame bevelhebbers; admiraal Eberhart en admiraal Koltsjak (De latere leider van de Witten).
De oorlog in de Zwarte Zee begon toen de Ottomaanse vloot verscheidene Russische steden bombardeerde in oktober 1914. De meest geavanceerde schepen in de Ottomaanse Vloot waren slechts twee Duitse schepen; de slagkruiser SMS Goeben en de lichte kruiser SMS Breslau, die beide onder het commando stonden van admiraal Wilhelm Souchon. De Goeben werd ten minste vier keer beschadigd tijdens confrontaties en werd meestal teruggejaagd naar de havens door de veel machtigere Russische Keizerlijke Marine. Tegen het einde van 1915 bezat de Zwarte Zeevloot bijna volledige controle over de zee.
De Zwarte Zeevloot werd vooral gebruikt om generaal Joedenitsj te ondersteunen in de Kaukasuscampagne. In augustus 1915 bijvoorbeeld, vielen een Russische onderzeeboot en twee Russische torpedobootjagers een Ottomaans konvooi aan van vier transportschepen die werden geëscorteerd door een kruiser en twee torpedobootjagers. De Russische schepen wisten alle vier de transportschepen tot zinken te brengen zonder een schip te verliezen. Later, tijdens de zomer van 1916, werd het Ottomaanse leger, dat onder bevel stond van Vehip Pasha, opdracht gegeven om Trebizond te heroveren. De Ottomaanse troepen probeerden om daarheen te marcheren via de kust in juni, maar de Zwarte Zeevloot wist de snelheid van hun opmars bijna tot stilstand te brengen door het gebruik van zeebombardementen waarmee de marcherende troepen werden bestookt en wist hun voorraaddepots te vernietigen. Uiteindelijk gaf het Ottomaanse leger het op en trok zich terug.
Nadat admiraal Koltsjak het bevel overnam in augustus 1916, plaatste de Zwarte Zeevloot mijnen in de doorvaart door de Bosporus, waardoor bijna alle Ottomaanse schepen de Zwarte Zee niet meer konden binnenvaren. Later dat jaar werden ook de zee-ingangen naar Varna voorzien van mijnen. Het grootste verlies van de Russische Zwarte Zeevloot was de vernietiging van de moderne dreadnought Keizerin Maria, die opgeblazen werd in de haven op 7 oktober 1916, een jaar nadat het in gebruik genomen was. De explosie werd nooit opgelost, maar zou kunnen zijn veroorzaakt door sabotage of een ongeluk.